# Joziratia longiclava
Joziratia longiclava är en skalbaggsart som beskrevs av Marc Lacroix 1993. Joziratia longiclava ingår i släktet Joziratia och familjen Melolonthidae. Inga underarter finns listade i Catalogue of Life.